# Oglindă concavă
Ca element esential in fabricarea :
- Telescoapelor reflectatoare -folosesc o oglindă concavă pentru a aduna razele de lumină de la obiecte intunecate;
- Centralelor solare termice cu concentrarea radiatiei solare directe;
- Microscoapelor care folosesc lumina naturala pentru iluminare ( acestea sunt prevazute cu oglinda care are o fata plana si cealalta concava);